# Tierps fögderi
Tierps fögderi avsåg den lokala skattemyndighetens verksamhetsområde i nuvarande Tierps Älvkarleby och Östhammars kommuner mellan åren 1967 och 1991. Efter detta år omorganiserades skatteväsendet och fögderierna ersattes av en skattemyndighet för varje län - i detta fall den för Uppsala län. År 2004 gick verksamheten upp i det nybildade Skatteverket.
Tierps fögderi föregicks av flera mindre fögderier, vilka sedermera även delvis hamnade under Uppsala och Norrtälje fögderier. 
- Örbyhus fögderi (1886-1966)
  - Olands fögderi (1886-1917)
    - Uppsala läns fjärde fögderi (1720-1885)
    - Uppsala läns femte fögderi (1720-1885)
    - Uppsala läns sjätte fögderi (1720-1878)
- Norra Roslags fögderi (1886-1966)
  - Frösåker, Närdinghundra, Väddö och Häverö fögderi (1882-1885)
    - Frösåkers och Närdinghundra fögderi (1720-1881)